# 周建 (汉朝)
周建（？—28年），中国新朝东汉時代初期武将，徐州沛郡人。

## 生平
周建是东汉時代初期中国東部割据的梁王劉永属下武将。周建以沛郡豪傑知名，劉永起兵时，招聘为属下，作为将帥为梁王攻略周边立下功劳。建武二年（26年），被汉军讨伐、逃到沛郡谯县的刘永求他救援。周建和苏茂、佼彊一起赴难，汉军的盖延打败他们，佼彊、周建逃到山阳郡湖陵县。建武三年（27年）四月，周建蘇茂守備梁郡虞县廣乐城被漢軍大司馬吴漢攻撃，周建率军救援，吴汉迎战周建，不能取胜，从马上摔下，膝盖受伤。第二天，吴汉奋力反击，苏茂、周建结果敗北，退却到湖陵。周建、蘇茂保护劉永坚守梁郡睢陽。蓋延包围睢陽，睢陽糧尽，劉永、周建、蘇茂逃到沛郡酇县，劉永被部下殺害。周建、蘇茂在沛郡山桑县垂惠聚擁立劉永之子劉紆为梁王，继续抵抗漢軍。建武四年（28年）七月，漢軍馬武、王霸包围垂惠聚、周建、蘇茂迎撃，最後周建侄子周誦離反，垂惠聚陷落，周建于敗走中死亡，死因不詳。

## 家庭
- 兄子周誦